# Лелека-тантал африканський
Лелека-тантал африканський (Mycteria ibis) — вид птахів родини лелекових. Поширений в Африці.

## Опис
Довжина тіла складає до 1 м. Жовтий дзьоб зігнутий трохи донизу і дуже виділяється від голого, червоного обличчя. Оперення повністю біле, аж до чорних країв крил. Довгі, типові для лелек ноги червонувато-помаранчеві.

## Поширення
Лелека-тантал африканський поширений в Африці південніше Сахари і на Мадагаскарі.

## Спосіб життя
Птахи шукають в мілководних і болотистих водоймах рибу, на яку вони чатують нерухомо опущеним у воду дзьобом. Коли вони відпочивають, то схожі на марабу, що стоять нерухомо з розігнутими колінними суглобами. Лелека-тантал африканський гніздиться колоніями на деревах, що часто знаходяться в селах або містах.

## Світлини

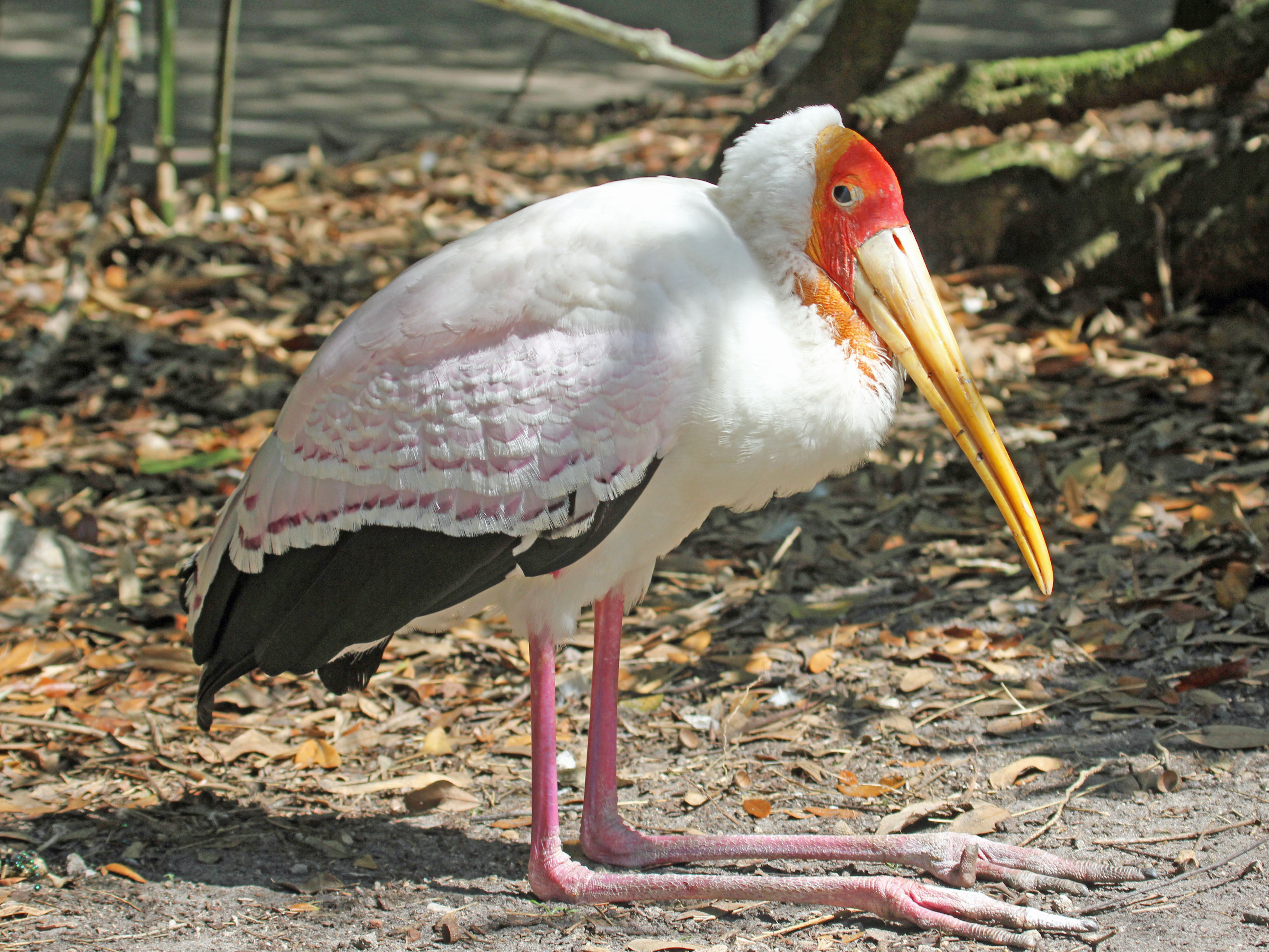
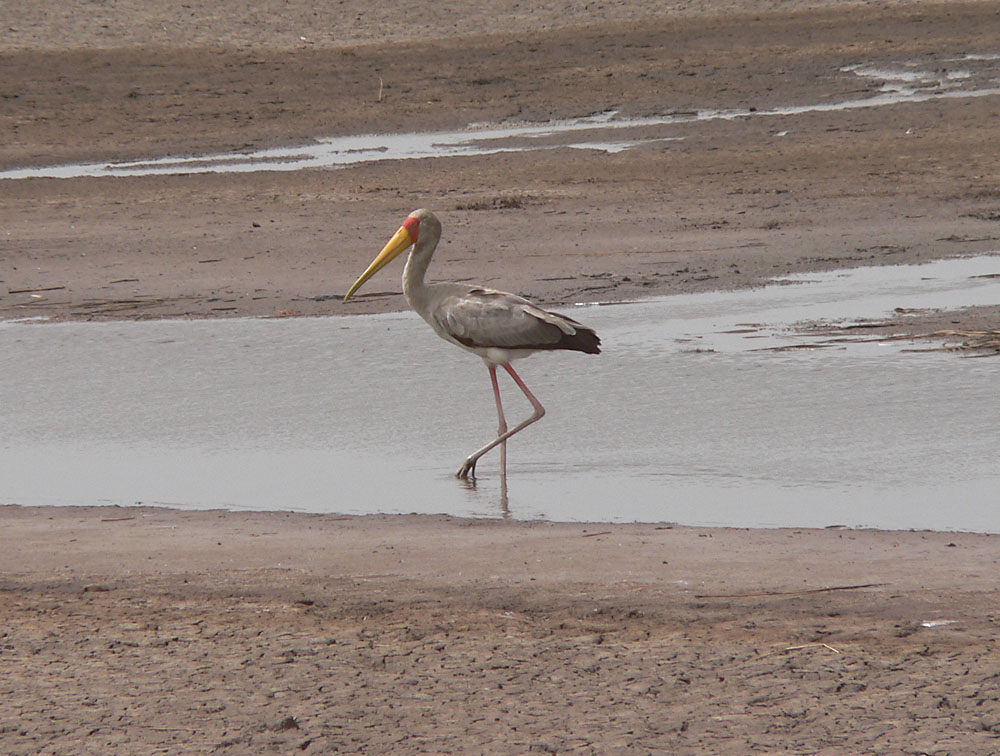
.
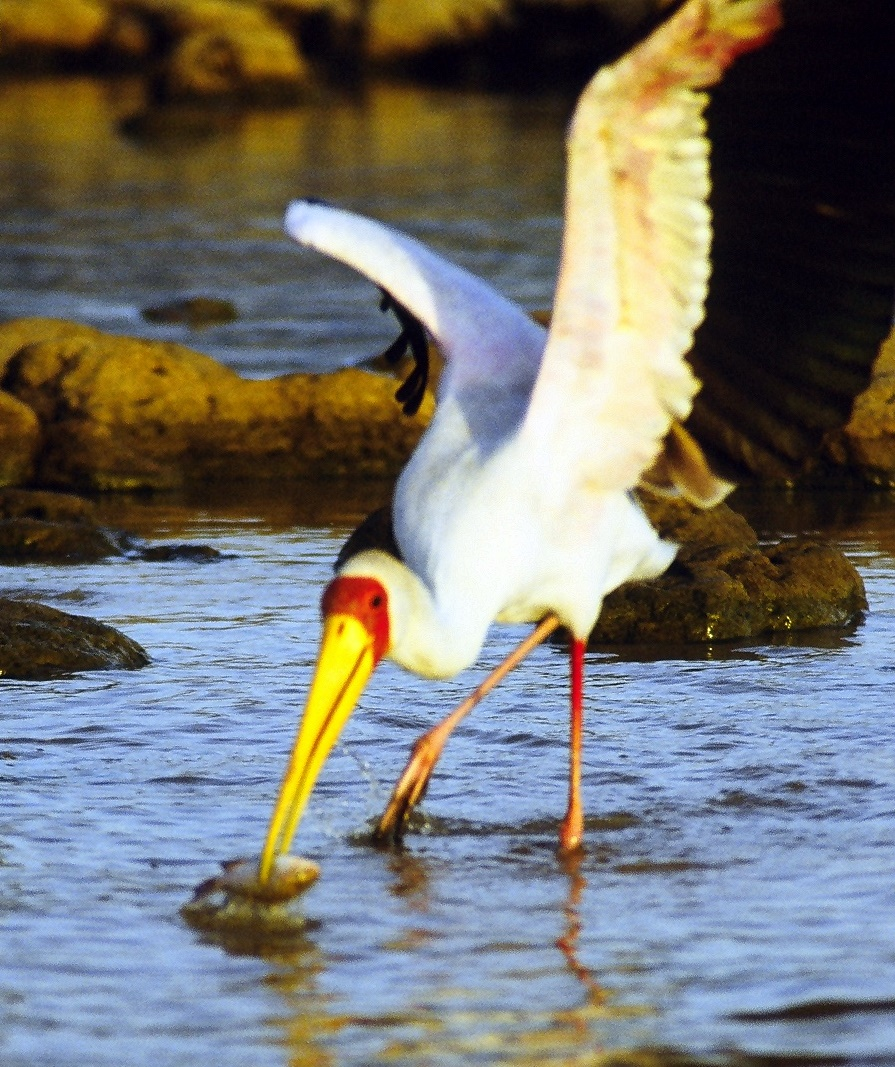
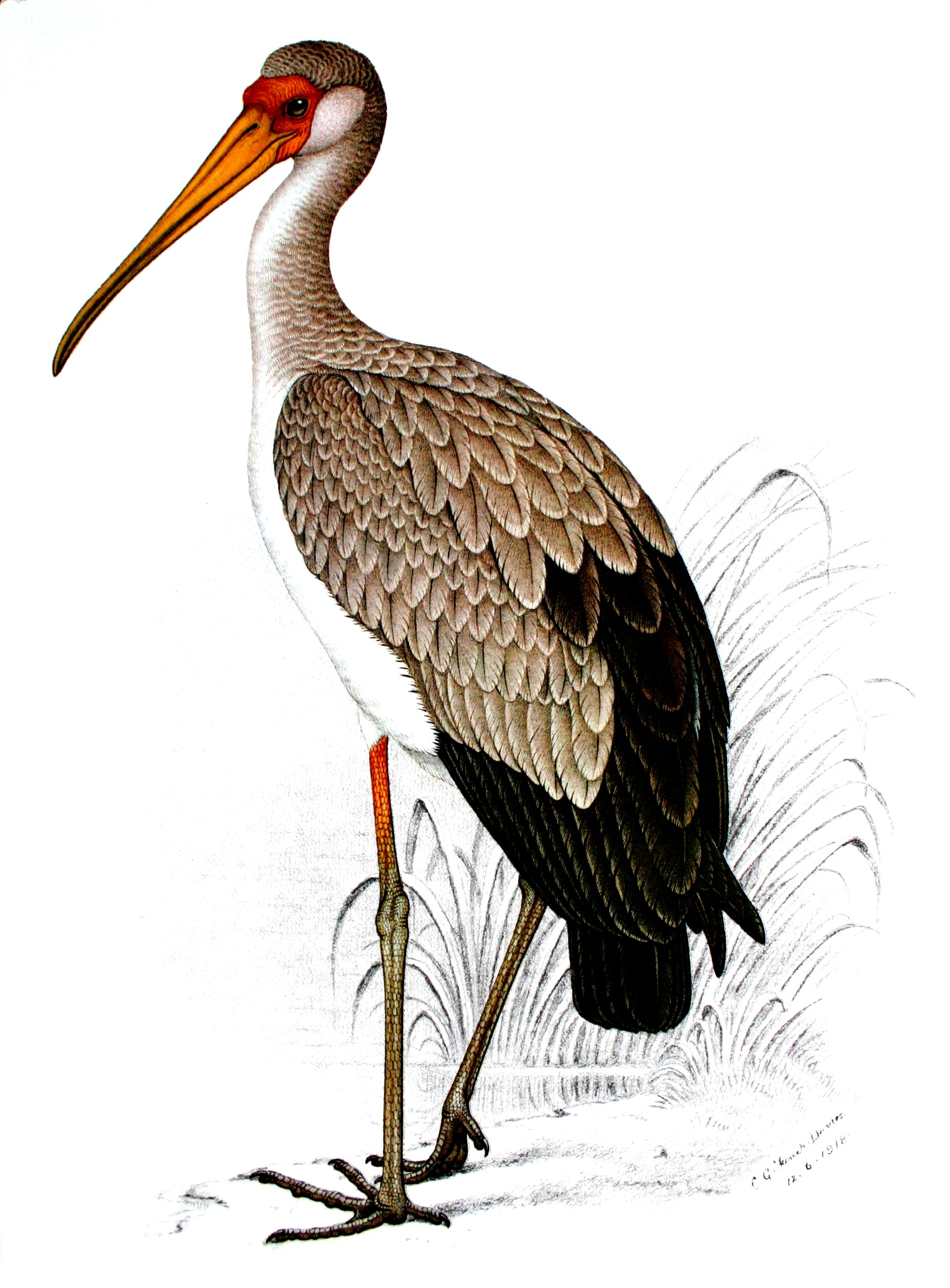
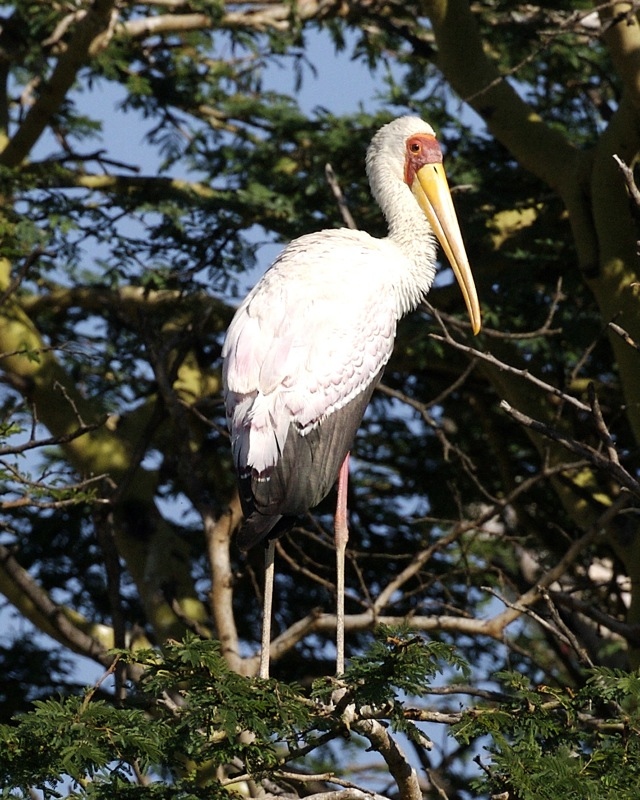
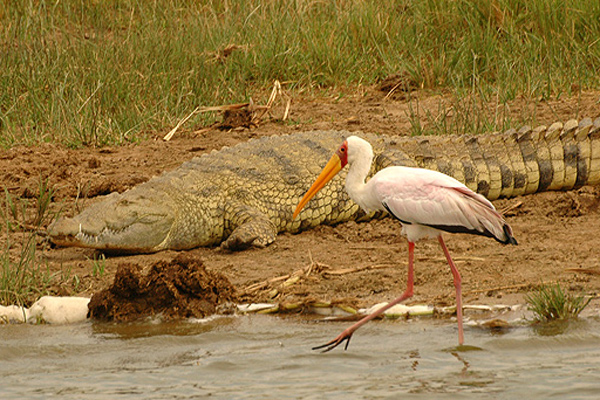
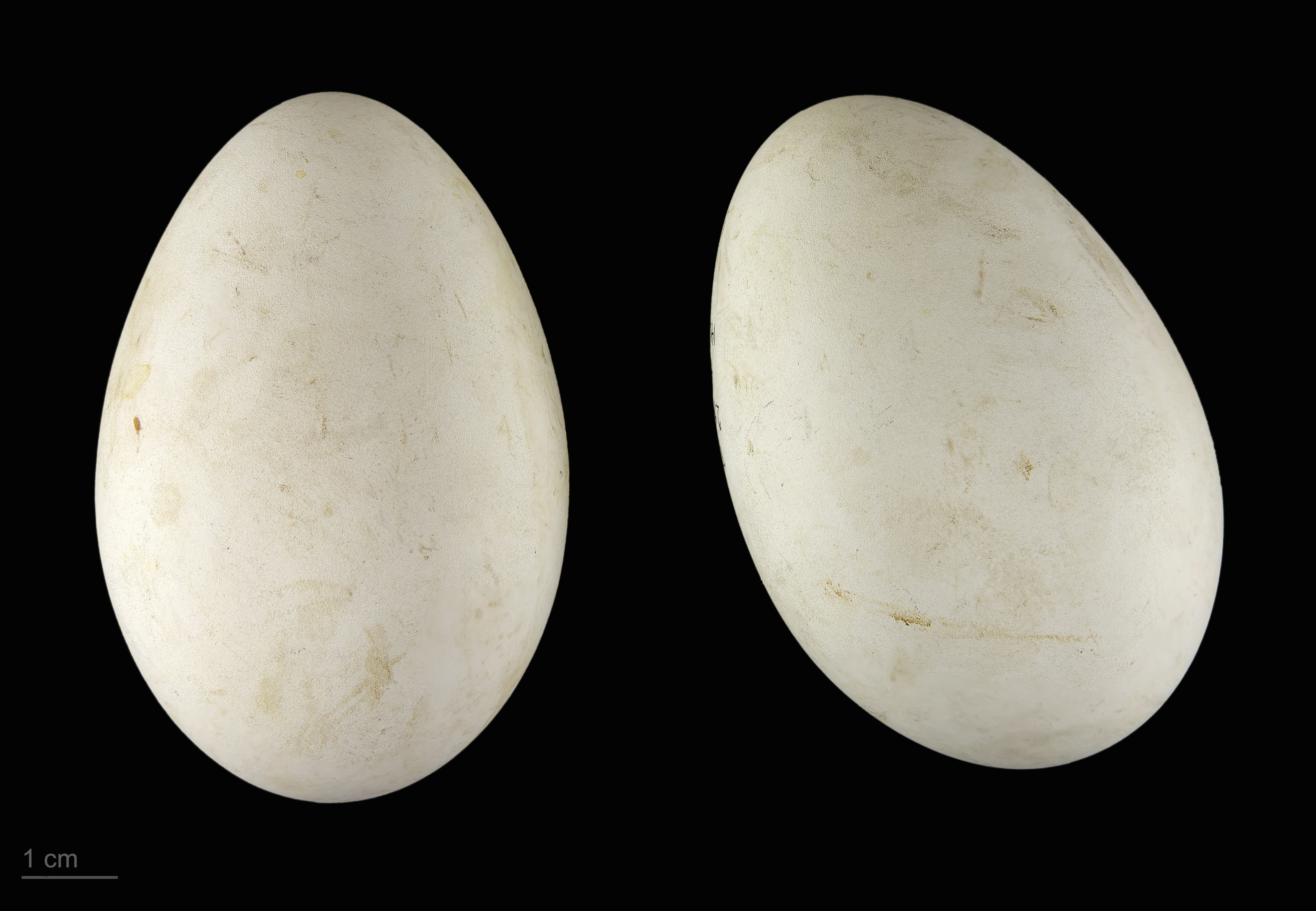
Яйце лелеки-танталу африканського (Mycteria ibis). Тулузький музей.